# Ogród Botaniczny w Oliwie
Ogród botaniczny w Oliwie – założenie o charakterze edukacyjno-poznawczym, stanowiące część gdańskiego Parku Oliwskiego w Oliwie.
Ogród botaniczny położony jest w północno-wschodniej części parku i zajmuje obszar ok. 3 ha. Od północy odgraniczony jest biegiem Potoku Oliwskiego, a od południa – skarpą. Założony w latach 1952-1956, w sezonie letnim jest udostępniany zwiedzającym wraz z zabytkową palmiarnią i alpinarium.
W kolekcji znajdują się:
- magnolie
- mamutowiec olbrzymi
- metasekwoja chińska
- świerki
- orzech szary
- skrzydłorzech kaukaski
- krzewy

Poza terenem samego ogrodu botanicznego, lecz na terenie parku, znaleźć można m.in.:
- cisy (Taxus)
- różaneczniki (Rhododendron) oraz liczne nasadzenia cypryśnika błotnego (Taxodium distichum) i miłorzębu dwuklapowego (Ginkgo biloba).

## Galeria

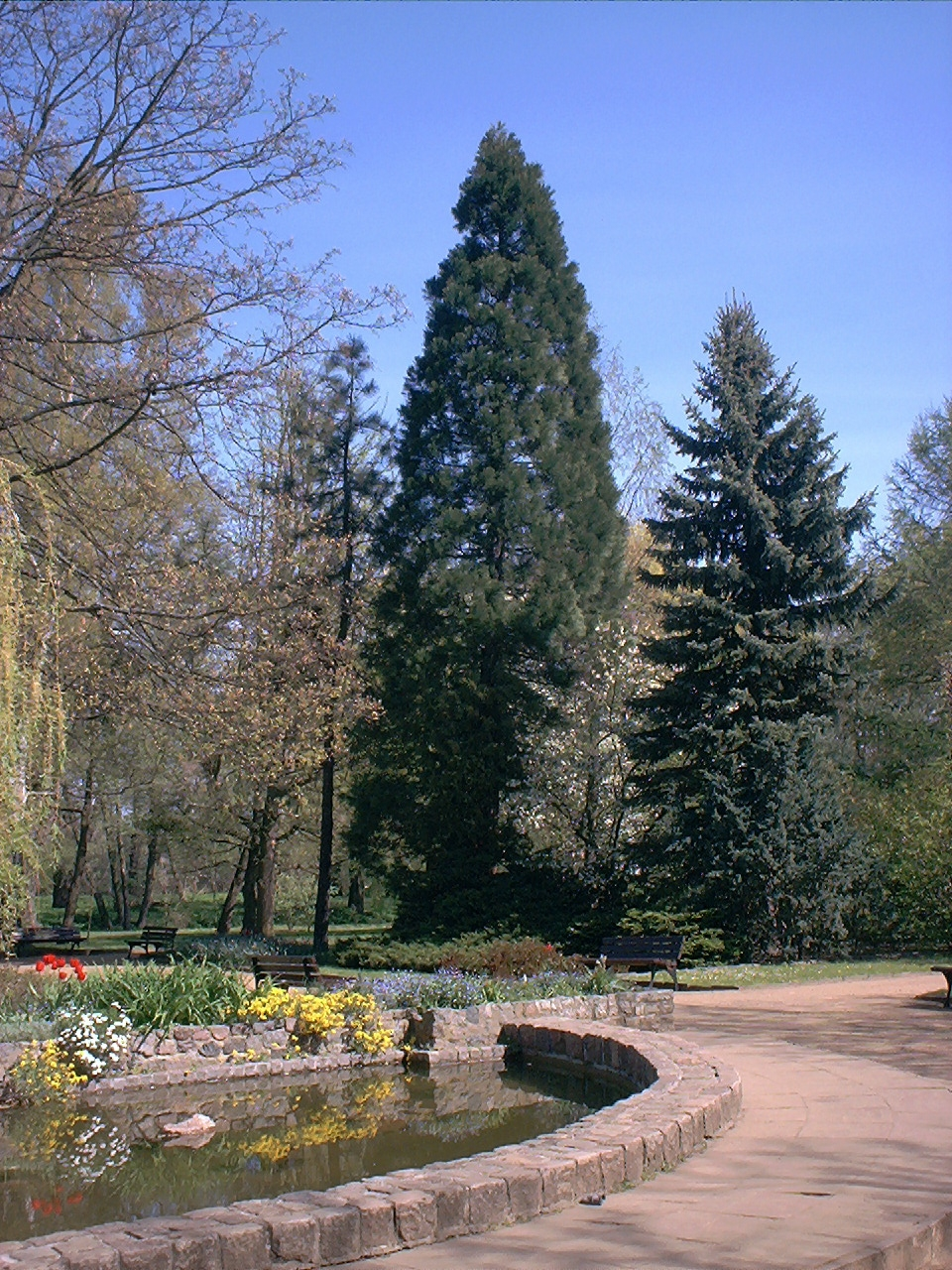
Mamutowiec olbrzymi (maj 2007)
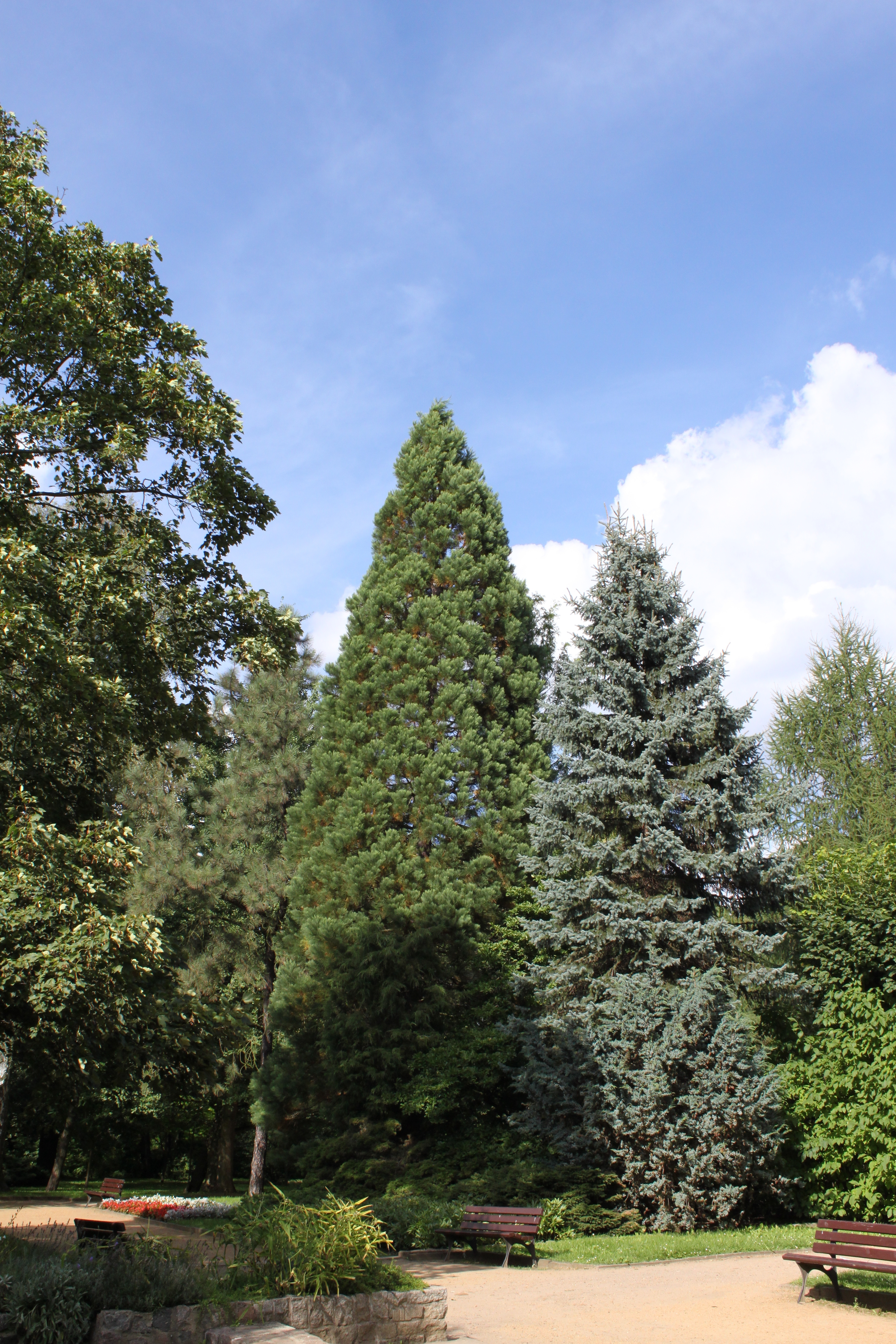
Mamutowiec (sierpień 2010)
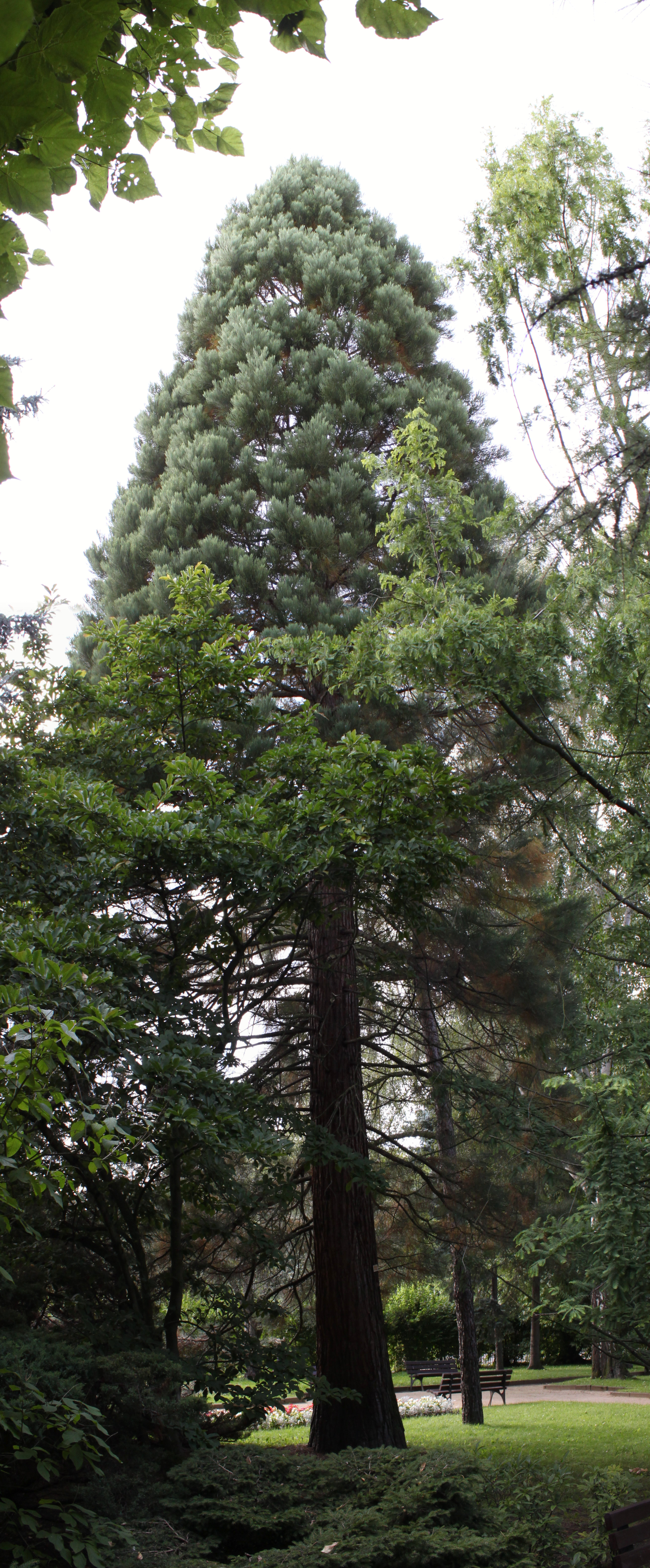
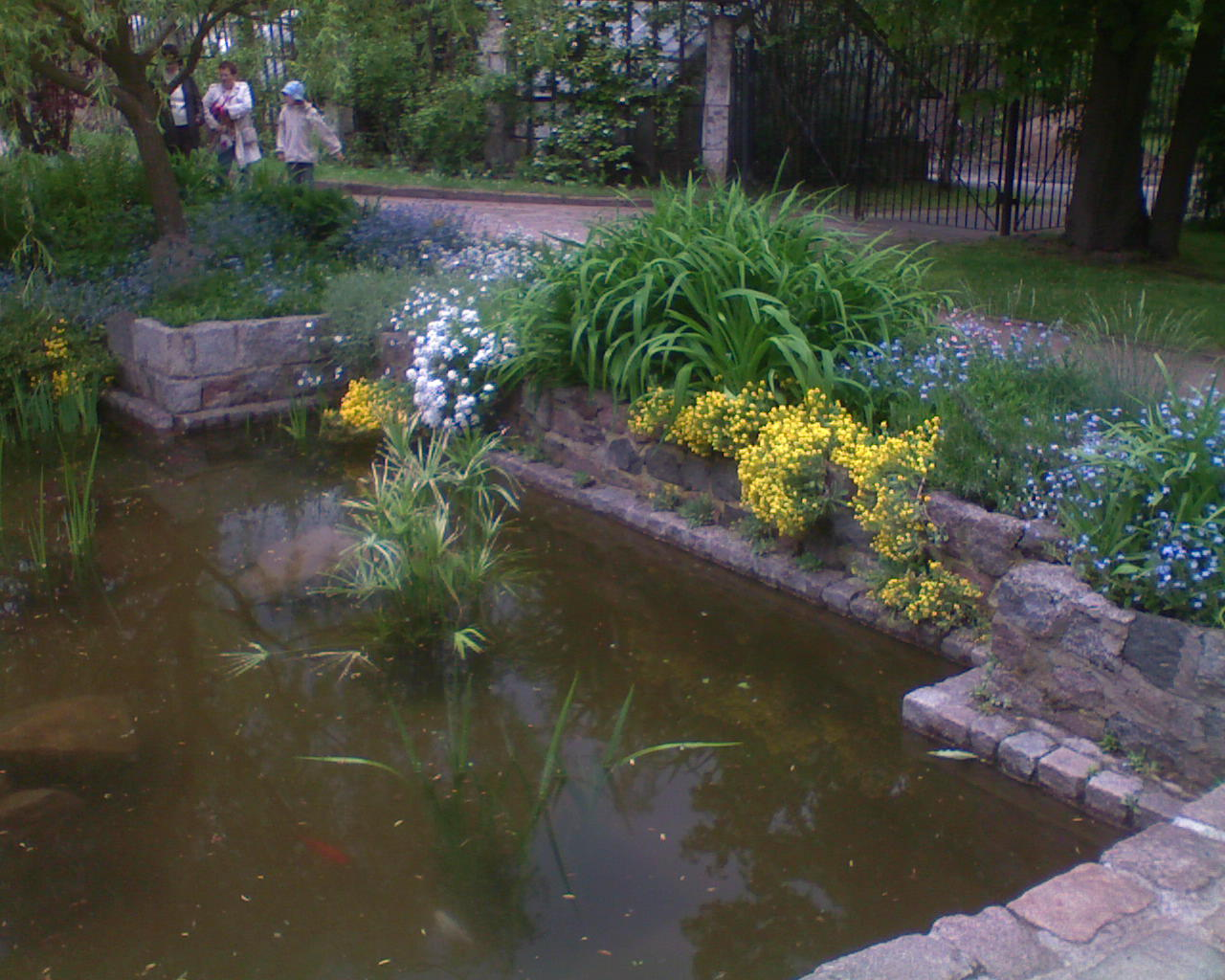
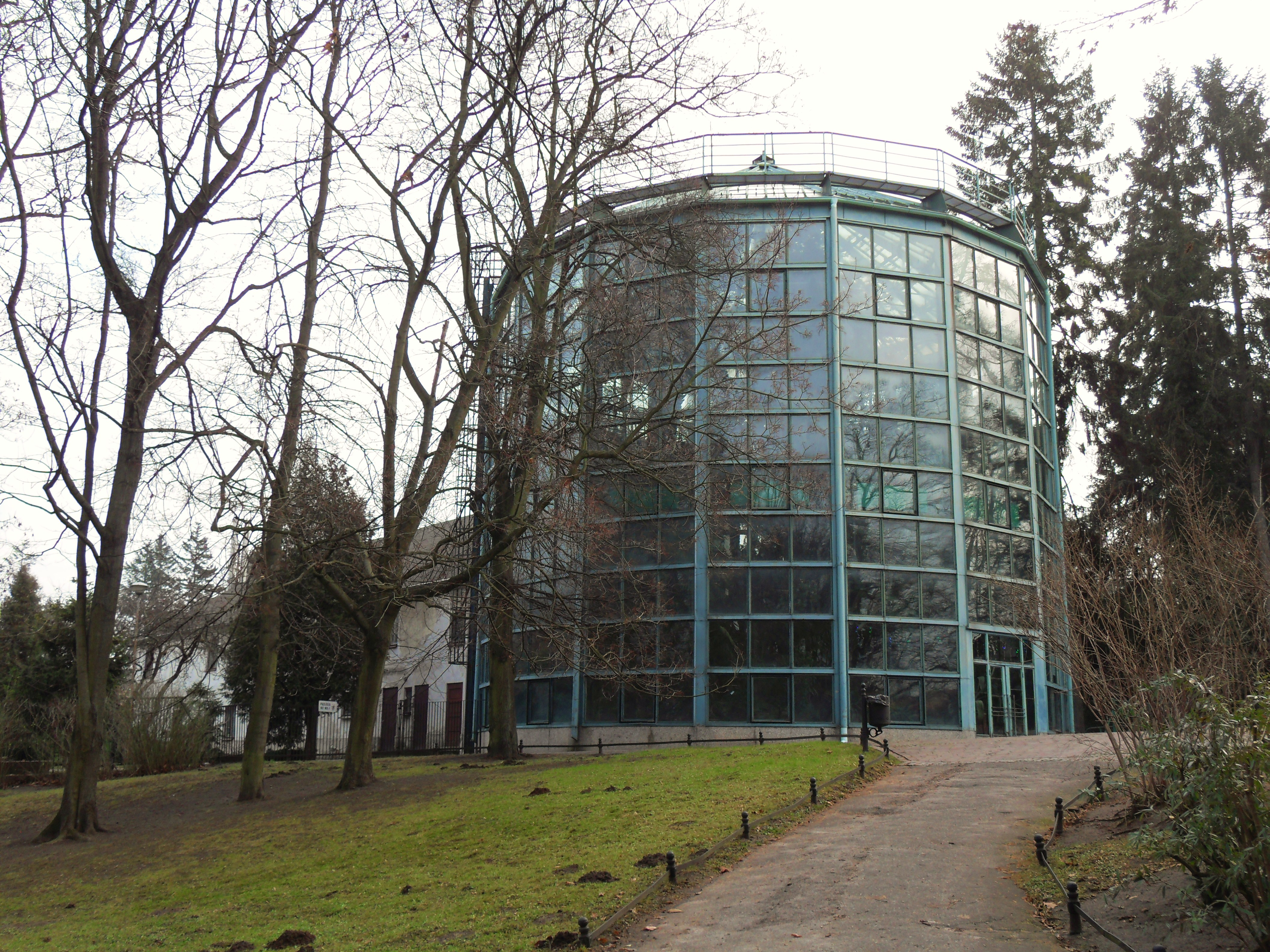
Palmiarnia Parku Oliwskiego